# Jürgen J. Rasch
Jürgen Johannes Rasch (* 23. Oktober 1937 in Herford; † 26. Januar 2015 in Karlsruhe) war ein deutscher Bauforscher und Hochschullehrer.

## Leben
Nach dem Abitur am humanistischen Friedrichs-Gymnasium in Herford studierte Jürgen Rasch zunächst Bauingenieurwesen und anschließend Architektur an der Technischen Hochschule Karlsruhe. Seit 1977 forschte er im Rahmen des von Arnold Tschira in Karlsruhe und Friedrich Wilhelm Deichmann in Rom angestoßenen Forschungsprojekts Spätantike Zentralbauten in Rom und Latium am Fachbereich Baugeschichte der Universität Karlsruhe. Von 1994 bis 1996 war er mit der baugeschichtlichen Untersuchung der frühchristlichen Basilika in Emmaus (Israel) an den dortigen Ausgrabungen beteiligt. 1982 promovierte Rasch bei Wulf Schirmer in Karlsruhe mit einer Arbeit über spätantike Zentralbauten in Rom und Latium im Fokus des Maxentius-Mausoleums, 1993 wurde er mit einer Schrift über spätantike Kuppelkonstruktionen habilitiert, seit 1994 war er als Privatdozent im Fach Baugeschichte der Universität Karlsruhe tätig, 1995 wurde er zum Korrespondierenden Mitglied des Deutschen Archäologischen Instituts ernannt. Im Jahre 2000 wurde er zum außerplanmäßigen Professor berufen und war in dieser Funktion bis zu seinem Tod an der inzwischen zum Karlsruher Institut für Technologie (KIT) umbenannten Hochschule tätig. Bis zuletzt war er dort in der Betreuung von Master-Arbeiten und Dissertationen engagiert.
Die Forschungsschwerpunkte von Jürgen Rasch lagen in den Bereichen Bautechnik, Gewölbebau und Metrologie in Bezug auf Bauwerke der römischen Kaiserzeit und der Spätantike. Gemeinsam mit Achim Arbeiter veröffentlichte er 2007 eine umfangreiche Untersuchung zum Mausoleum der Constantina in Rom. Raschs bautechnische Studien zum römischen Gewölbe- und Kuppelbau dienen als maßgebliche Grundlage für das Verständnis antik-römischer Bauweise. So konnte er mit seiner Dissertation erstmals nachweisen, dass sich in dem von Maxentius errichteten Komplex an der Via Appia ein Mausoleum befindet.
Jürgen Rasch gehörte zu den Organisatoren eines am 16./17. November 2012 veranstalteten internationalen Kolloquiums zu den Wirtschaftsbauten in der antiken Stadt, dessen Abschlusspublikation er nicht mehr erlebte.
Von 2005 bis 2015 betreute er ein von Luigi Monzo unternommenes und von der Friedrich-Ebert-Stiftung gefördertes Forschungsprojekt zum italienischen Kirchenbau in der Zeit des Faschismus, dessen Ergebnisse 2017 und 2021 publiziert wurden.

## Engagement
Über seine wissenschaftliche Tätigkeit hinaus engagierte sich Jürgen Rasch auf der Basis einer christlich gelebten Grundeinstellung auch im öffentlichen Leben. So war er einer der Initiatoren des Karlsruher Stadtgebets und Wegbereiter für die Zusammenkunft und den Austausch der geistlichen Leiter. 2008 gehörte er zu den drei Gründern der kommunalpolitischen Initiative Gemeinsam für Karlsruhe, heute FÜR Karlsruhe. Mit ihr vertrat er das Interesse an einer sorgsamen Stadtentwicklung, die das historisch bedeutsame Bauerbe Karlsruhes im Blick haben sollte, vor allem, als es um die Zukunft der Hofapotheke und der Konkordienkirche am Marktplatz ging. Auch gegenüber der geplanten Nordtangente, die das Karlsruher Naherholungsgebiet Hardtwald beeinträchtigt hätte, bezog er durch sein Engagement bei den Hardtwaldfreunden eine kritische Position.

## Veröffentlichungen (Auswahl)
Monografien
- Das Maxentius-Mausoleum an der Via Appia in Rom (= Spätantike Zentralbauten in Rom und Latium. Band 1). Philipp von Zabern, Mainz 1984.
- Das Mausoleum bei Tor de' Schiavi in Rom (= Spätantike Zentralbauten in Rom und Latium. Band 2). Philipp von Zabern, Mainz 1993 (zugleich: Habilitationsschrift, Universität Karlsruhe).
- Das Mausoleum der Kaiserin Helena in Rom und der „Tempio della tosse“ in Tivoli (= Spätantike Zentralbauten in Rom und Latium. Band 3). Philipp von Zabern, Mainz 1998.
- mit Achim Arbeiter: Das Mausoleum der Constantina in Rom (= Spätantike Zentralbauten in Rom und Latium. Band 4). Philipp von Zabern, Mainz 2007.

Aufsätze
- Photogrammetrische Aufnahmen römischer Kuppeln und ihre Ergebnisse. In: Kleine Beiträge zur Geschichte von Baukonstruktion und Bautechnik (= Materialien zu Bauforschung und Baugeschichte. Band 1). Karlsruhe 1990, S. 5–13.
- Spätantike Caementicium-Kuppeln: Bauvorgang, Materialauswahl, Konstruktionsdetails. In: Adolf Hoffmann, Wolfram Hoepfner, Ernst-Ludwig Schwandner (Hrsg.): Diskussionen zur archäologischen Bauforschung. Band 5, Mainz 1991, S. 184–186.
- Spätantike Kuppelkonstruktionen, Teil 1. Zur Konstruktion spätantiker Kuppeln vom 3. bis 6. Jahrhundert. In: Jahrbuch des Deutschen Archäologischen Instituts. Band 106, 1991, S. 312–383.
- Pantheon. In: Beiträge zur Geschichte des Bauingenieurwesens. Band 7, 1996, o. S.
- Zur Entstehung des ’Kaisertypus’ im römischen Thermenbau. In: Mitteilungen des Deutschen Archäologischen Instituts, Römische Abteilung. Band 103, 1996, S. 201–230.
- Tivoli (Roma). Via Tiburtina. Il cd. Tempio della Tosse. In: Bollettino di archeologia. Sonderband 2008, Faszikel 2, S. 117–118.
- Roma. Via Labicana. Mausoleo dell’imperatrice Elena. In: Bollettino di archeologia. Sonderband 2008, Faszikel 2, S. 85–88.
- Roma. Via Prenestina. Mausoleo di Tor de’ Schiavi. In: Bollettino di archeologia. Sonderband 2008, Faszikel 2, S. 81–84.
- Kuppel I (Kuppelbau, Kuppelbasilika). In: Reallexikon für Antike und Christentum. Band 22 (2008), Sp. 461–488.
- Lichtzufuhr, Raumgestalt und Wandaufbau in spätantiken Räumen. In: Peter I. Schneider, Ulrike Wulf-Rheidt (Hrsg.): Diskussionen zur archäologischen Bauforschung. Band 10, Regensburg 2011, S. 246–254.
- La formazione della basilica con gallerie nel quarto secolo. In: Hugo Brandenburg, Federico Guidobaldi (Hrsg.): Scavi e scoperte recenti nelle chiese di Roma: atti della giornata tematica dei Seminari di Archeologia Cristiana (Roma, 13 marzo 2008). Città del Vaticano 2012, S. 93–105.

Beiträge
- Mitarbeit an: Karlfriedrich Ohr: Die Basilika in Pompeji. Berlin 1991.

Rezensionen
- Rezension zu: Christoph Höcker, Metzler-Lexikon antiker Architektur. In: Journal für Kunstgeschichte. Band 11, 2007, S. 104–110.
- Rezension zu: Ute Verstegen, Ausgrabungen und Bauforschungen in St. Gereon zu Köln. In: Gnomon. Band 85, 2013, S. 550–556.